# Nintendo Music
Nintendo Music est un service de streaming musical créé par Nintendo. Il est disponible sur iOS et Android pour les abonnés du Nintendo Switch Online depuis le 30 octobre 2024. Le service permet à ses utilisateurs d'écouter de la musique provenant de divers jeux vidéo de Nintendo.

## Historique

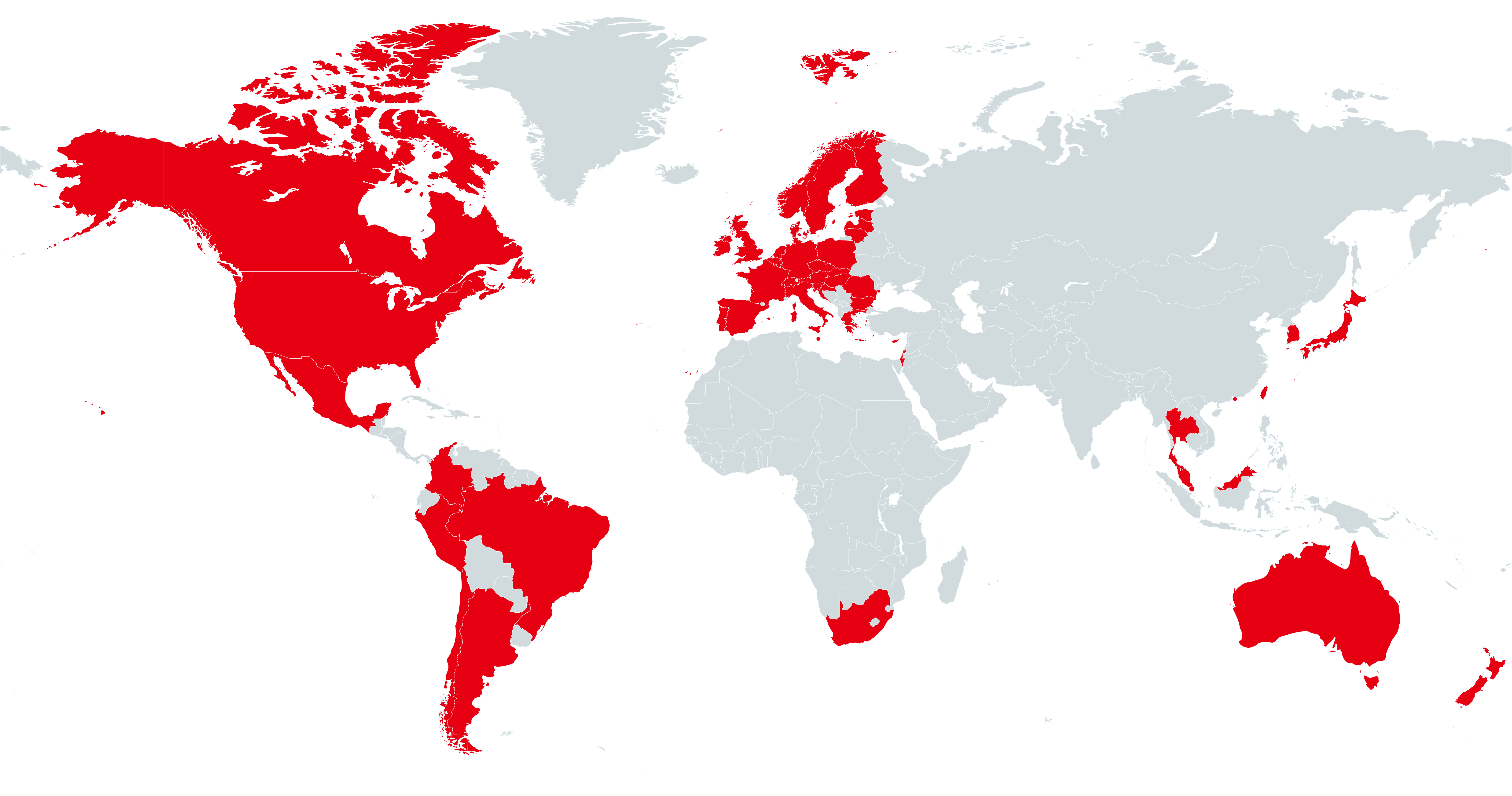
Régions dans lesquelles Nintendo Music est disponible en février 2025.

Nintendo dévoile Nintendo Music le 30 octobre 2024 à l'aide d'une bande-annonce. Le service devient disponible la journée même aux abonnés du Nintendo Switch Online sur iOS et Android. Nintendo annonce aussi prévoir ajouter plus de pistes musicales au fil du temps,.

## Fonctionnalités
Nintendo Music permet à l'utilisateur d'écouter des pistes musicales provenant de divers jeux de Nintendo, incluant des pistes des séries Super Mario, The Legend of Zelda, Metroid et Donkey Kong. L'utilisateur peut accéder à des listes de lecture fournies dans l'application ou de créer ses propres sélections musicales. Une fonctionnalité permet de bloquer les pistes d'un jeu aux utilisateurs souhaitant éviter de potentiels divulgâchages. Il est également possible de télécharger des pistes pour les écouter sans connexion à internet.

## Contenu
Au lancement, Nintendo Music propose 23 albums issus de jeux allant de la Famicom à la Nintendo Switch.
Après le lancement, de nouveaux albums sont régulièrement ajoutés.
| Date d'ajout      | Titre                                                                          | Année de sortie | Support             | Nombre de pistes ajoutées | Réf.   |
| ----------------- | ------------------------------------------------------------------------------ | --------------- | ------------------- | ------------------------- | ------ |
| 30 octobre 2024   | Animal Crossing: New Horizons                                                  | 2020            | Nintendo Switch     | 407                       | [ 4 ]  |
| 30 octobre 2024   | Chaînes Wii                                                                    | 2006            | Wii                 | 62                        | [ 4 ]  |
| 30 octobre 2024   | Donkey Kong Country                                                            | 1994            | Super Nintendo      | 26                        | [ 4 ]  |
| 30 octobre 2024   | Dr. Mario                                                                      | 1990            | Game Boy            | 8                         | [ 4 ]  |
| 30 octobre 2024   | Fire Emblem: The Blazing Blade                                                 | 2003            | Game Boy Advance    | 100                       | [ 4 ]  |
| 30 octobre 2024   | Mario Kart 8 Deluxe                                                            | 2017            | Nintendo Switch     | 149                       | [ 4 ]  |
| 30 octobre 2024   | Lylat Wars                                                                     | 1997            | Nintendo 64         | 39                        | [ 4 ]  |
| 30 octobre 2024   | Metroid                                                                        | 1986            | Famicom Disk System | 12                        | [ 4 ]  |
| 30 octobre 2024   | Metroid                                                                        | 1987            | NES                 | 12                        | [ 4 ]  |
| 30 octobre 2024   | Metroid Prime                                                                  | 2002            | GameCube            | 36                        | [ 4 ]  |
| 30 octobre 2024   | Nintendogs                                                                     | 2005            | Nintendo DS         | 50                        | [ 4 ]  |
| 30 octobre 2024   | Pikmin 4                                                                       | 2023            | Nintendo Switch     | 153                       | [ 4 ]  |
| 30 octobre 2024   | Pokémon Écarlate et Violet                                                     | 2022            | Nintendo Switch     | 199                       | [ 4 ]  |
| 30 octobre 2024   | Kirby Star Allies                                                              | 2018            | Nintendo Switch     | 213                       | [ 4 ]  |
| 30 octobre 2024   | Kirby’s Dream Land                                                             | 1992            | Game Boy            | 15                        | [ 4 ]  |
| 30 octobre 2024   | Splatoon 3                                                                     | 2022            | Nintendo Switch     | 118                       | [ 4 ]  |
| 30 octobre 2024   | Super Mario Bros.                                                              | 1985            | NES                 | 16                        | [ 4 ]  |
| 30 octobre 2024   | Super Mario Galaxy                                                             | 2007            | Wii                 | 42                        | [ 4 ]  |
| 30 octobre 2024   | Super Mario Odyssey                                                            | 2017            | Nintendo Switch     | 136                       | [ 4 ]  |
| 30 octobre 2024   | Super Mario World 2: Yoshi’s Island                                            | 1995            | Super Nintendo      | 26                        | [ 4 ]  |
| 30 octobre 2024   | The Legend of Zelda: Breath of the Wild                                        | 2017            | Nintendo Switch     | 211                       | [ 4 ]  |
| 30 octobre 2024   | The Legend of Zelda: Ocarina of Time                                           | 1998            | Nintendo 64         | 82                        | [ 4 ]  |
| 30 octobre 2024   | Tomodachi Collection                                                           | 2007            | Nintendo DS         | 62                        | [ 4 ]  |
| 1er novembre 2024 | Super Mario Bros. Wonder                                                       | 2023            | Nintendo Switch     | 86                        | [ 5 ]  |
| 5 novembre 2024   | Donkey Kong Country 2: Diddy's Kong Quest                                      | 1995            | Super Nintendo      | 36                        | [ 6 ]  |
| 12 novembre 2024  | Wii Sports                                                                     | 2006            | Wii                 | 30                        | [ 7 ]  |
| 19 novembre 2024  | F-Zero X                                                                       | 1998            | Nintendo 64         | 20                        | [ 8 ]  |
| 26 novembre 2024  | Programme d'entraînement cérébral du Dr Kawashima : Quel âge a votre cerveau ? | 2005            | Nintendo DS         | 14                        | [ 9 ]  |
| 3 décembre 2024   | Splatoon 2                                                                     | 2017            | Nintendo Switch     | 105                       | [ 10 ] |
| 10 décembre 2024  | Wave Race 64                                                                   | 1996            | Nintendo 64         | 32                        | [ 11 ] |
| 17 décembre 2024  | The Legend of Zelda: Skyward Sword                                             | 2011            | Wii                 | 186                       | [ 12 ] |
| 24 décembre 2024  | Super Mario 64                                                                 | 1996            | Nintendo 64         | 36                        | [ 13 ] |
| 7 janvier 2025    | Donkey Kong Country 3: Dixie Kong's Double Trouble!                            | 1996            | Super Nintendo      | 40                        | [ 14 ] |
| 14 janvier 2025   | The Legend of Zelda: The Wind Waker                                            | 2002            | GameCube            | 133                       | [ 15 ] |
| 21 janvier 2025   | Super Mario Kart                                                               | 1992            | Super Nintendo      | 37                        | [ 16 ] |
| 28 janvier 2025   | Légendes Pokémon : Arceus                                                      | 2022            | Nintendo Switch     | 102                       | [ 17 ] |
| 4 février 2025    | Super Mario World                                                              | 1990            | Super Nintendo      | 49                        | [ 18 ] |
| 10 février 2025   | Golden Sun                                                                     | 2001            | Game Boy Advance    | 54                        | [ 19 ] |
| 18 février 2025   | Place Mii StreetPass                                                           | 2011            | Nintendo 3DS        | 39                        | [ 20 ] |
| 25 février 2025   | Super Mario Bros. 2                                                            | 1988            | NES                 | 14                        | [ 21 ] |
| 4 mars 2025       | The Legend of Zelda: A Link to the Past                                        | 1991            | Super Nintendo      | 31                        | [ 22 ] |
| 10 mars 2025      | Super Mario Bros. 3                                                            | 1988            | NES                 | 42                        | [ 23 ] |
| 18 mars 2025      | Tetris                                                                         | 1989            | Game Boy            | 18                        | [ 24 ] |
| 18 mars 2025      | Tetris                                                                         | 1989            | NES                 | 9                         | [ 24 ] |
| 18 mars 2025      | Dr. Mario                                                                      | 1990            | NES                 | 10                        | [ 24 ] |
| 25 mars 2025      | Kirby et le monde oublié                                                       | 2022            | Nintendo Switch     | 23                        | [ 25 ] |
| 1er avril 2025    | F-Zero                                                                         | 1990            | Super Nintendo      | 14                        | [ 26 ] |
| 1er avril 2025    | F-Zero X Expansion Kit                                                         | 2000            | Nintendo 64DD       | 6                         | [ 26 ] |
| 8 avril 2025      | Luigi's Mansion                                                                | 2001            | GameCube            | 73                        | [ 27 ] |
| 15 avril 2025     | The Legend of Zelda                                                            | 1986            | Famicom Disk System | 12                        | [ 28 ] |
| 15 avril 2025     | The Legend of Zelda                                                            | 1987            | NES                 | 12                        | [ 28 ] |
| 22 avril 2025     | Fire Emblem Engage                                                             | 2023            | Nintendo Switch     | 182                       | [ 29 ] |
| 1er mai 2025      | Mario Kart 7                                                                   | 2011            | Nintendo 3DS        | 66                        | [ 30 ] |
| 13 mai 2025       | Pokémon Épée et Bouclier                                                       | 2019            | Nintendo Switch     | 138                       | [ 31 ] |
| 20 mai 2025       | Kid Icarus                                                                     | 1986            | Famicom Disk System | 12                        | [ 32 ] |
| 20 mai 2025       | Kid Icarus                                                                     | 1987            | NES                 | 12                        | [ 32 ] |
| 28 mai 2025       | Splatoon                                                                       | 2015            | Wii U               | 47                        | [ 33 ] |
| 3 juin 2025       | The Legend of Zelda: Tears of the Kingdom                                      | 2023            | Nintendo Switch     | 344                       | [ 34 ] |
| 17 juin 2025      | 51 Worldwide Games                                                             | 2020            | Nintendo Switch     | 37                        | [ 35 ] |
| 24 juin 2025      | Yoshi's Story                                                                  | 1997            | Nintendo 64         | 49                        | [ 36 ] |
| 1er juillet 2025  | New Super Mario Bros. U Deluxe                                                 | 2019            | Nintendo Switch     | 90                        | [ 37 ] |
| 8 juillet 2025    | The Legend of Zelda: Ocarina of Time 3D                                        | 2011            | Nintendo 3DS        | 51                        | [ 38 ] |

## Accueil
Gizmodo trouve que Nintendo Music est « étonnamment de bonne facture », mais regrette la bibliothèque qu'il trouve trop légère à la sortie de l'application.
L'application est téléchargée par 265 000 utilisateurs le jour de sa sortie et dépasse les 1,2 million de téléchargements quatre jours plus tard. Environ 40 % de ces téléchargements proviennent d'utilisateurs des États-Unis tandis qu'environ 15 % proviennent d'utilisateurs du Japon.
Alors que les critiques sont dans l'ensemble positives, de nombreux utilisateurs et médias spécialisés, notamment Nintendo Life ou Jeuxvideo.com, soulignent négativement le manque de crédits donnés aux artistes dont les noms n'apparaissent pas dans l'application,. Selon Brett Cardaro de Comic Book Resources, cette pratique « créé un précédent véreux et irrespectueux pour l'industrie de la musique ».